# 施克辉
施克辉（1961年7月—），浙江浦江人。1981年8月参加工作，1985年3月加入中国共产党。中国社会科学院博士研究生学历。
曾任中共金华市委办公室副主任、副秘书长，中共浙江省委办公厅文电处副处长、综合二处副处长、文电处处长、副巡视员、副厅长级秘书，中共浙江省委办公厅副主任等职。2013年5月，任中共浙江省委副秘书长。
2016年2月，任中共中央第一巡视组副组长，与组长王怀臣一起进驻中宣部开展专项巡视。2017年3月，任中共中央纪委办公厅党总支书记、主任。
2017年5月，任中共广东省委常委、纪委书记。2018年1月，当选为新成立的广东省监察委员会主任。2018年2月24日，当选为第十三届全国人大代表。2021年1月，改任中央纪委国家监委驻国务院港澳事务办公室纪检监察组组长。2023年7月，伴随国务院港澳办改组为中共中央港澳工作办公室，任中央纪委国家监委驻中央港澳工作办公室纪检监察组组长。